# Henri Gras
Pour les articles homonymes, voir Gras.
Pas d'image ? Cliquez ici

a Compétitions nationales et continentales officielles uniquement.

Henri Gras, ou Henry Gras, né le 29 juillet 1911 à Thuir (France) et mort le 29 avril 1992 dans la même ville, est un joueur français de rugby à XV et de rugby à XIII.
Durant sa carrière, il joue à XV avec l'US Thuir puis l'USA Perpignan au poste de troisième ligne aile et à XIII au XIII catalan ainsi qu'à Thuir XIII, au poste de troisième ligne.
À XV, il participe à trois finales de Championnat de France, à quatre finales de Challenge Yves du Manoir et deux finales de Coupe nationale. À XIII, il joue deux finales de Ccoupe de France.

## Biographie
Henri Gras naît le 29 juillet 1911 à Thuir dans le département français des Pyrénées-Orientales.
Il commence la pratique du rugby à XV à Thuir, avec le club de l'Union sportive thuirinoise.
En 1935, jouant désormais pour l'USA Perpignan (USAP), son équipe part au stade Marcel-Michelin affronter l'AS Montferrand pour un match radiodiffusé. La même année, en finale du Challenge Yves du Manoir, il marque un essai et son équipe gagne la rencontre. Il est alors considéré comme un des meilleurs joueurs du match. Favori du Championnat de France après la victoire 19 à 8 sur l'Aviron bayonnais et un essai de Gras, les Perpignanais sont battus en finale par le Biarritz olympique,.
En finale du Challenge Yves du Manoir 1935-1936, les Catalans ne récidivent pas et s'inclinent 9 à 3. Henri Gras fait une nouvelle fois partie des meilleurs joueurs de la partie. L'USA Perpignan est battue la même année par le RC Narbonne en demi-finale du Championnat de France, sur le score de 3 à 0.
En octobre 1936, il se distingue lors du match en Challenge Yves du Manoir contre le CS Vienne, lors d'une victoire 13 à 0. En novembre, il participe à une compétition nommée Challenge de l'Amitié contre l'Aviron bayonnais. Perpignan s'impose 13 à 3 à la suite de la rencontre, et Henri Gras se distingue. Le mois suivant, il participe à un match contre les champions d'Allemagne en titre, le FC Schwalbe (en). Les Perpignanais gagne le match par 12 à 0. Il est également présenté la même année comme un joueur ayant la capacité de jouer en attaque et en défense, le tout, avec intelligence et brio. En début d'année 1937, le Thuirinois est sélectionné en équipe du Languedoc-Roussillon. La même année, en mars, il participe à un match contre le Stadoceste tarbais pour Perpignan. En sélection du Languedoc-Roussillon, il est vainqueur de la Coupe nationale. Après la victoire en Coupe Nationale, la sélection est de nouveau convoquée pour un match contre l'Équipe de France. Il est alors présenté comme la « terreur des demis d'ouvertures » à cause de sa grande détente et de ses plaquages.
Le 2 janvier 1938, Gras participe de nouveau à la Coupe nationale. Son équipe s'impose 8 à 3 face à la sélection du Centre. Lui et son coéquipier de l'USAP, François Raynal, font partie des meilleurs joueurs du match. Le mois suivant, il joue un match au stade Jean-Laffon contre son ancienne équipe, l'US Thuir. L'USA Perpignan gagne 15 à 4, avec un essai marqué par Gras. En mars, il participe à un autre Challenge de l'Amitié contre l'Aviron bayonnais. En avril 1938, il joue le quart de finale du championnat contre le Lyon OU, match que Perpignan remporte 19 à 3. Ils sont alors attendus en demi-finale contre le Stade bordelais UC. Perpignan gagne par la suite le championnat. 
En octobre 1938, en Challenge Yves du Manoir, Noël Brazès et lui marquent deux essais permettant la victoire de l'équipe catalane face à l'Olympique de Marseille. En début d'année 1939, il participe à la Coupe nationale, mais malgré un essai de sa part, son équipe est battue 10 à 9 par la sélection de la Côte basque. Plus tard dans la saison, il est nommé capitaine de l'USA Perpignan pour la finale du Championnat de France. Cependant, les favoris biarrots s'imposent 6 à 0,.
En janvier 1940, il est de nouveau annoncé qu'il est sélectionné pour représenter le Languedoc-Roussillon en vue de la Coupe nationale. Dans cette compétition, mené 6 à 4 à quinze minutes de la fin, lors de la finale, par les Pyrénéens, il inscrit un essai permettant la victoire de son équipe. La sélection Languedoc-Roussillon l'emporte 7 à 6,.
En janvier 1942, il est sélectionné dans l'équipe roussillonnaise formée par le comité du Roussillon. Cette saison-là, il est toujours présent dans l'effectif de l'USA Perpignan.
En septembre 1943, Henri Gras ne joue plus à l'USA Perpignan. Il rejoint en effet le Racing Club catalan, avec Joseph Henric et Paul Dejean, de Marcel Laborde, et joue aux côtés de joueurs prestigieux,.
Jouant désormais au rugby à XIII au poste de troisième ligne,, son club, le XIII catalan (ex-RC catalan) atteint les demi-finales du Championnat de France 1944-1945[réf. nécessaire] et de la Coupe de France 1944-1945. Les Catalans parviennent en finale contre l'AS Carcassonne XIII et s'impose 27 à 18.
La saison suivante, il participe au Championnat de France notamment contre le SO Avignon, match décisif pour la qualification en phase finale pour le club catalan. Il prend également part à la Coupe de France 1945-1946 où ils sont qualifiés pour la finale, après avoir notamment éliminé le Toulouse olympique en quart de finale. Il participe donc à la finale perdue contre l'AS Carcassonne,,. Au cours de la saison, en mars 1946, il participe également à un match contre l'équipe anglaise du Huddersfield Giants RLFC. Son équipe s'incline 29 à 10. 
Plus tard cette année-là, il joue contre le Wigan Warriors RLFC en novembre suivant qui se termine par une défaite 37 à 8 pour les Catalans.
Il devient ensuite entraîneur-joueur de Thuir, qui a basculé au XIII.
Il meurt à Thuir le 29 avril 1992.
L'écrivain André Passamar le considère comme un grand joueur du XIII catalan.

## Palmarès

### Rugby à XV

#### En club
- Finaliste du Championnat de France en 1935 et en 1939 avec l'USA Perpignan[2]
- Vainqueur du Challenge Yves du Manoir en 1935 avec l'USA Perpignan[note 3][4].
- Finaliste du Challenge Yves du Manoir en 1936[40], 1937[2] et 1938 avec l'USA Perpignan[41].
- Vainqueur du Championnat de France en 1938 avec l'USA Perpignan[2].

#### En sélection
- Vainqueur de la Coupe nationale en 1937 avec la sélection du Languedoc-Roussillon[15].
- Vainqueur de la Coupe nationale zone Sud en 1941 avec la sélection du Languedoc-Roussillon[25].

### Joueur
- Vainqueur de la Coupe de France en 1945 avec le XIII catalan[33].
- Finaliste de la Coupe de France en 1946 avec le XIII catalan.
- Finaliste du Championnat de France de division excellence « amateurs » en 1947 avec Thuir XIII[13].

### Entraineur
- Finaliste du Championnat de France de division excellence « amateurs » en 1947 avec Thuir XIII[13].